# Domain pulse
Der Domain Pulse ist eine Fachtagung für den deutschsprachigen Raum, die sich mit aktuellen Fragen und Trends zu Domains und der Weiterentwicklung des Internets befasst.

## Geschichte
Erstmals fand die Domain Pulse 2004 in Zürich statt. Im Mittelpunkt stand die Einführung internationalisierter Domainnamen (IDNs), die neben den Buchstaben des englischen Alphabets auch weitere Buchstaben beispielsweise aus dem Französischen enthalten können.
Die Domain Pulse 2005 wurde in Wien, Österreich von der für die Top-Level-Domain .at verantwortliche Registrierungsstelle nic.at federführend ausgerichtet. Bei dieser Tagung wurde über die Themen Internet Governance, Spam und nicht zuletzt ENUM diskutiert.
Die dritte Domain Pulse fand 2006 in Berlin, Deutschland, statt und wurde von der deutschen Registrierungsstelle DENIC eG organisiert. Die Vorträge standen dort unter dem Motto „Perspektiven des Internets“ und konzentrierten sich auf technische Fragen sowie institutionelle Weiterentwicklung des Internets, besonders die Rolle der ICANN.
2007 wurde in Baden, Schweiz die Domain Pulse von der Schweizer Registrierungsstelle SWITCH unter dem Motto „Domain-Namen im Spannungsfeld zwischen Spekulation und Nutzen“ veranstaltet.